# Khu du lịch Đankia – Suối Vàng

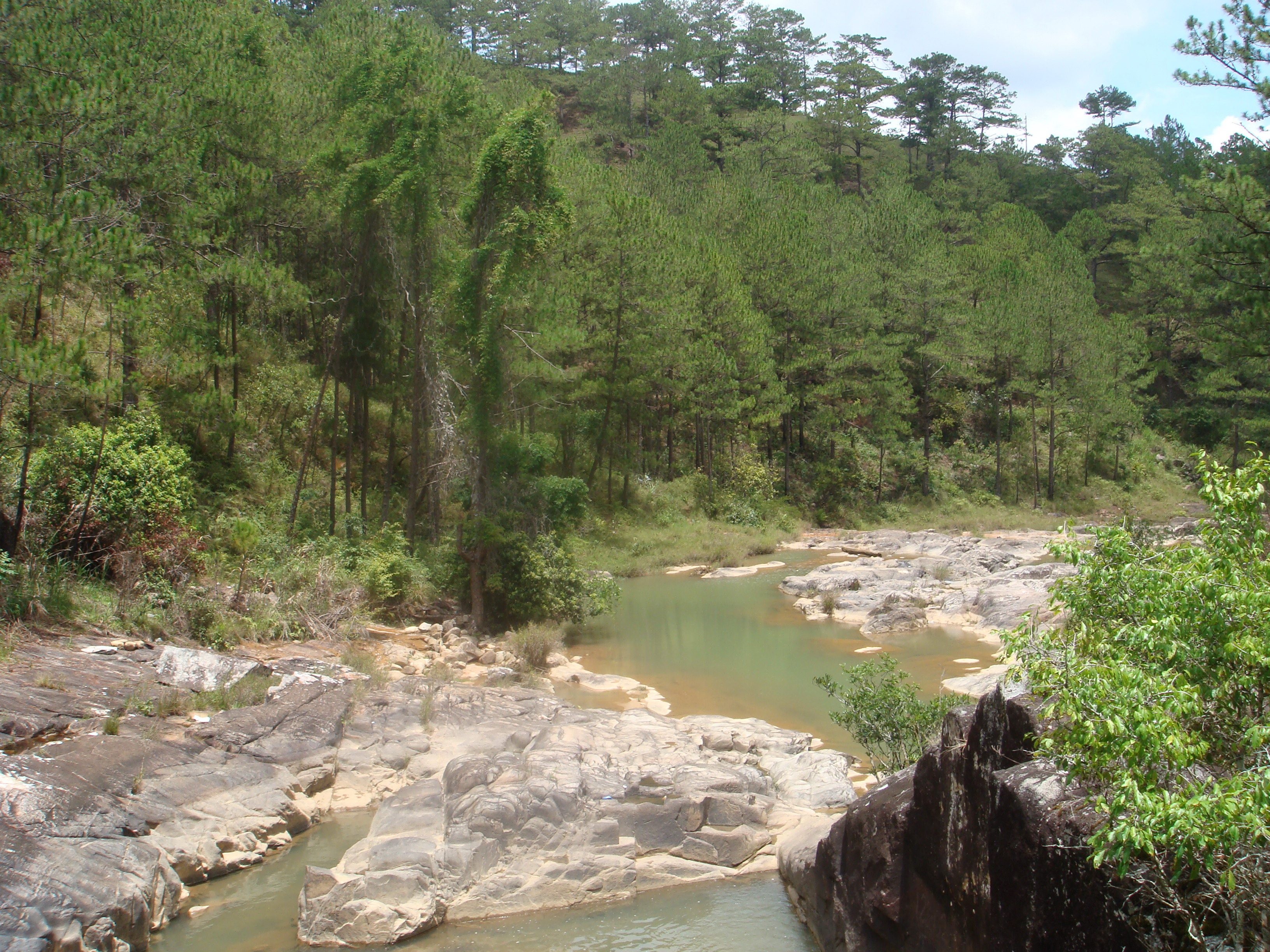
Một dòng suối gần đập thủy điện thuộc khu vực hồ Suối Vàng, Đà Lạt.

Khu du lịch suối Vàng là một khu du lịch trọng điểm quốc gia ở Lâm Đồng. Hồ Đan Kia - Suối Vàng nằm cách trung tâm thành phố Đà Lạt 17 km về hướng tây-bắc.
Các điểm du lịch khu vực hồ Đan Kia- Suối Vàng gồm: Thung lũng Vàng, thác Ankroet, đập nước Suối Vàng, hồ Đan Kia.